# Robert D. Webb
Robert D. Webb (8. januar 1903 – 18. april 1990) var en amerikansk filminstruktør, som gennem sin karriere i årene 1945 – 1968 instruerede 16 spillefilm.

## Filmografi
- The Jackals (1967)
- Seven Women from Hell (1961)
- Pirates of Tortuga (1961)
- Guns of the Timberland (1960)
- The Way to the Gold (1957)
- Love Me Tender (1956)
- On the Threshold of Space (1956)
- The Proud Ones (1956)
- White Feather (1955)
- Seven Cities of Gold (1955)
- Beneath the 12-Mile Reef (1953)